# Western Claw
Die Western Claw (englisch für Ostklaue) ist ein steil aufragendes Kliff auf Deception Island im Archipel der Südlichen Shetlandinseln. Es ragt westlich der Eastern Claw auf.
Der britische Geologe Donald Durston Hawkes (* 1934) kartierte es 1961. Polnische Wissenschaftler benannten es 1999 deskriptiv.